# Steatocranus gibbiceps
Steatocranus gibbiceps är en fiskart som beskrevs av Boulenger, 1899. Steatocranus gibbiceps ingår i släktet Steatocranus och familjen Cichlidae. IUCN kategoriserar arten globalt som livskraftig. Inga underarter finns listade i Catalogue of Life.